# Hallasch
Ein Hallasch (Halleisch oder Halläsch, eine Kurzform für ‚Halleiner Schiff‘) war eine Form der Zille, die vom Schopper, oder dem Zillner (Schiffszimmermann) als Salztransportschiff auf der Salzach (seltener auch auf dem Inn) verkehrte. Es war gut 10 m lang und an der breitesten Stelle etwa 2,5 m breit. Um auch bei niedrigem Wasserpegel der Salzach fahren zu können, besaß es einen flachen Boden. Die Seitenplanken liefen vorne und hinten spitz zusammen. Das Schiff wurde in der Regel von sechs Mann bedient, besaß gesetzlich festgelegt eine Tragfähigkeit von etwa 230 Fuder und versah den Salztransport zu festen Preisen. Das in Passau auch traditionell Holarsch genannte Schiff war das etwas kleinere Modell. Das etwas größere und ältere war das Asch.
Eine Salzburger Schiffsordnung von 1616 regelte Bau, Maße und Preise. Die Fracht betrug genau 227 Fuder (knapp 14 Tonnen), die Fahrt flussabwärts wurde Hallfahrt oder auch Naufahrt genannt. Die Rückfahrt flussaufwärts mit Hilfe von Menschenkraft oder von Pferden hieß Gegenfahrt. 27 bis 37 Hallfahrten bildeten ein Meistersalz.
Unterhalb von Laufen wurde Salz meist auf den größeren Plätten und auf der Donau in der Folge auf Schiffszügen mit den größeren Kelheimern an der Spitze und den folgenden kleineren Schwemmern weiterbefördert. (Siehe hier auch Beitrag Donauschifffahrt).